# Пала-ішшан
Пала-ішшан (д/н — бл. 1545 до н. е.) — суккуль-мах (верховний володар) Еламу близько 1570—1545 роках до н. е.

## Життєпис
Походив з династії Епартідів (Суккуль-махів). Був небожем або іншим родичем Атта-мерра-халкі. Близько 1580 року до н. е. призначається суккалем Суз. Згодом після смерті Темпті-агуна (II), суккаля Еламу і Симашкі, дістав цю посаду. Спадкував владу після смерті Атта-мерра-халкі близько 1570 року до н. е. Призначив суккалем Еламу і Симашкі свого брата Ланкуку, а суккалем Суз — свого сина Кук-Саніта.
За його панування відбувається політичне й економічне відродження Еламу. Його сучасники та наступні покоління вважали Пала-ішшана одним з наймогутніших володарів. Ймовірно, замирився з Країною Моря, зосередивши увагу на північному сході. Відомого про великий похід в гірську місцину на сході, звідки суккуль-мах привіз велику здобич.
Збереглася циліндрична печатка із зображенням Пала-ішшана. З однієї з торгівельних угод відомо, що суккуль-мах «відновив справедливість і праведність». Дослідники припускають, що тут мається на увазі загальне зменшення податків і прощення боргів. Напевне успішні грабіжницькі походи дозволили наповнити скарбницю та зменшити податковий тягар.
Наприкінці панування почергово померли брат і син. Тому спадкоємцем став небіж Пала-ішшана — Кук-кірваш.